# A Gudiña

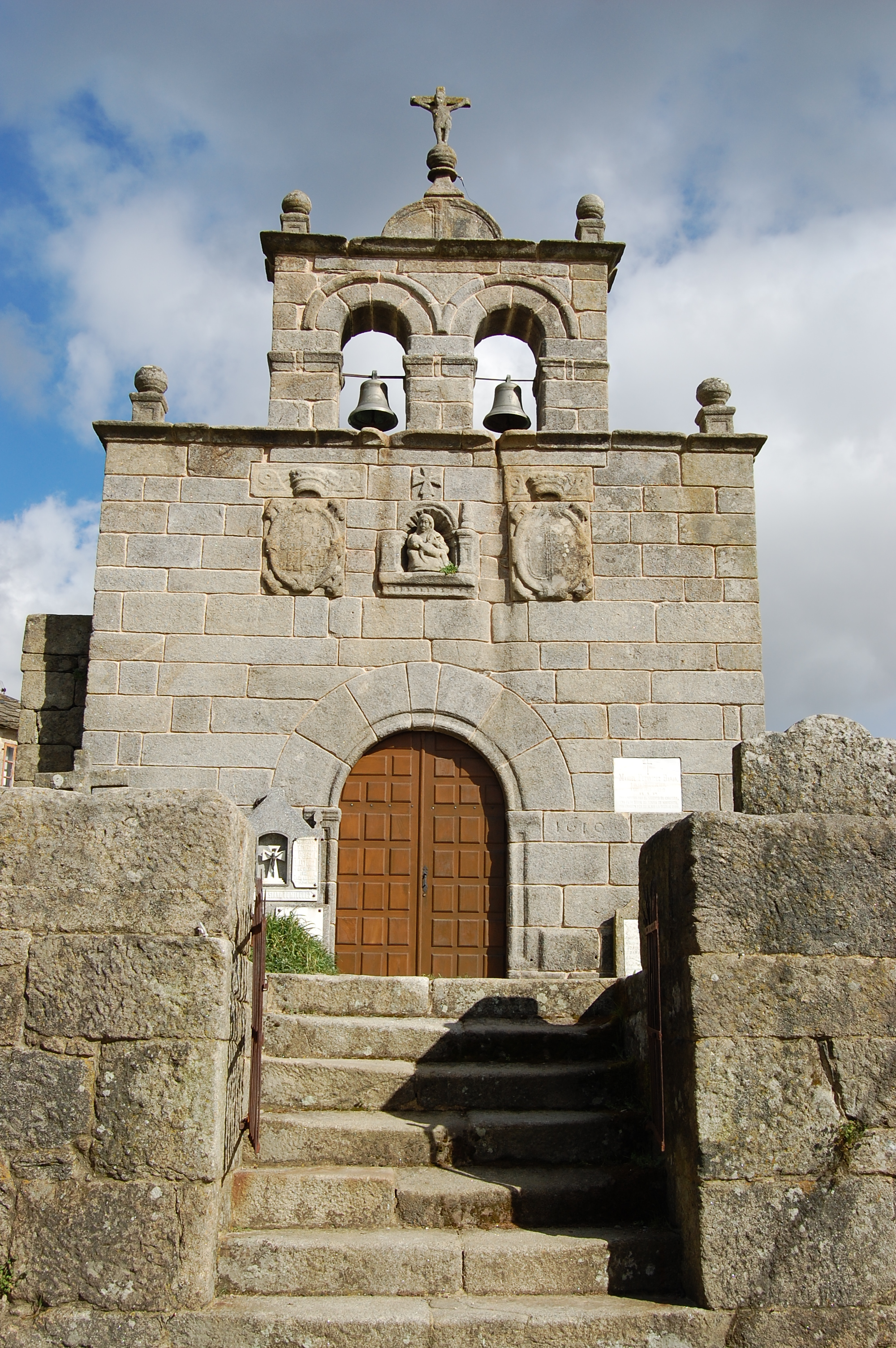

A Gudiña è un comune spagnolo di 1 682 abitanti situato nella comunità autonoma della Galizia.